# Madison Mahaffey
Madison Layne Mahaffey (9 agosto 1993) è un'ex pallavolista statunitense.
Giocava nel ruolo di centrale.

## Biografia
Figlia di Mike and Kris Mahaffey, ha un fratello di nome Cody. Il padre era un atleta alla Mississippi State e la madre era una cestista alla Mississippi. Nel 2011 si diploma alla Vestavia Hills High School e in seguito studia amministrazione sportiva alla Louisiana State.

## Carriera

### Club
La carriera di Madison Mahaffey inizia nei tornei scolastici dell'Alabama, giocando per la Vestavia Hills HS. Dopo il diploma partecipa alla NCAA Division I dal 2011 al 2014 con la Louisiana State.
Nella stagione 2015-16 firma il suo primo contratto professionistico nella Bundesliga Austriaca, col Tirol, che lascia nel dicembre 2016 per accasarsi col Suhl, club impegnato nella 1. Bundesliga tedesca per il resto dell'annata. Nella stagione seguente gioca nella Elitserien svedese col Gislaved, che lascia nel corso dell'annata per partecipare alla Liga de Voleibol Superior Femenino 2017 con le Orientales de Humacao, dove conclude la sua carriera.